# In My Remains
«In My Remains» — (в пер. з анг. «В моїх залишках») — пісня американської рок-гурту Linkin Park з їх п'ятого студійного альбому «Living Things». Пісня увійшла в німецький чарт під номером 83, хоча вона не була випущена як сингл. Пісня написана групою, і спродюсована шляхом спільної праці вокаліста Майка Шиноди та Ріка Рубіна.
|  | Це незавершена стаття про пісню. Ви можете допомогти проєкту, виправивши або дописавши її. |